# Pedro Reinel

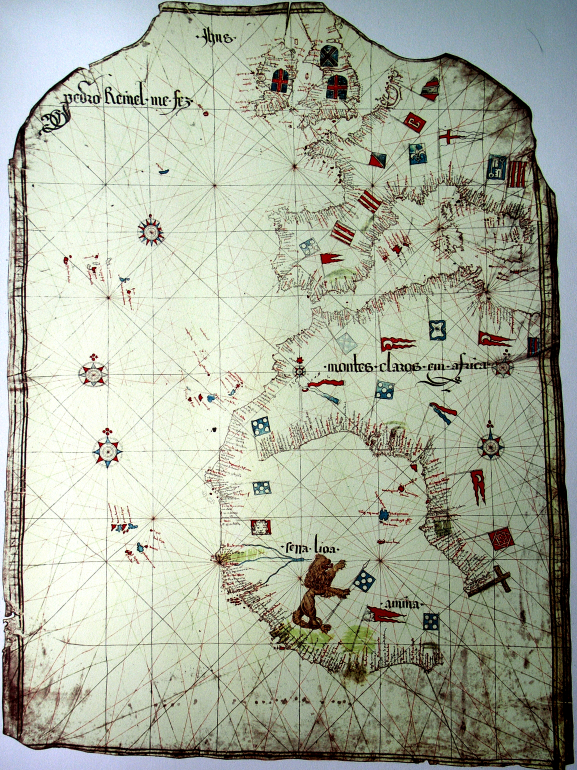
Carta nàutica d'Europa Occidental i Àfrica, de Pedro Reinel.

 Pedro Reinel  (? - 1542) va ser un cartògraf portuguès del segle xvi, autor de la carta nàutica signada més antiga de Portugal (c. 1485). Aquesta cobria Europa Occidental i part d'Àfrica, i ja mostrava les exploracions realitzades per Diogo Cão en 1482-1485.
Amb el seu fill Jorge Reinel i el cartògraf Lopo Homem, va participar de la construcció de l'Atlas Miller (1519). La seva carta atlàntica de 1505 és la primera carta nàutica amb una escala de latitud.